# Teatro comunale di Atri
Il teatro comunale o anche Teatro Piceno, è un edificio storico del comune di Atri, attualmente è il teatro d'opera più antico in funzione della Provincia di Teramo. Sorge nel centro della città, in piazza Duomo, davanti alla Cattedrale di Atri.

## Storia
Il teatro sorge dove si trovava la chiesa di Sant'Andrea col Collegio dei Gesuiti. Quando questa compagnia venne soppressa e cacciata dal Regno, l'area fu occupata nel 1872 dal teatro pubblico, nominato "Teatro Piceno". Il progetto originario fu dell'architetto Mezucelli di Teramo, che nel 1857 fu incaricato dal canonico Martini, di idee mazziniane, di realizzare l'opera. La chiesa dei Gesuiti all'epoca era sconsacrata, il canonico decise di dare spinta di modernità alla società mondana, volendo realizzare una sala da ballo,ma anche d'opera per trasmettere la cultura alla popolazione, e si costituì una compagnia teatrale in municipio.

Tuttavia i lavori inizieranno tardi per mancanza di fondi, il nuovo progetto fu di Francesco Consorti, i lavori avvuati nel 1872 si conclusero con l'inaugurazione nel 1881, con la messa in scena di Un ballo in maschera di Verdi. Per la bellezza della facciata, è paragonato alla Scala di Milano, per le linee sobrie della facciata, che rispondono ai canoni dell'architettura neoclassica. Il prospetto risulta suddiviso in due ordini sovrapposti, il dorico e lo ionico, e a coronamento c'è un analogo frontone grecizzato, che condivide con l'arte di quel periodo la razionalità della progettazione, mentre alla fine del Settecento risale la forma a ferro di cavallo della sala interna col palcoscenico e i palchi. La decorazione sobria degli stucchi corrisponde ai dettami del neoclassicismo, mostrando l'interno come una sporta di equilibrato tempio alla greca, con le colonne doriche e ioniche, la decorazione negli ambienti della volta con le figure femminili allegoriche della Poesia e della Lirica. L'interno ha tre ordini di palchi e un totale di 38 palchi e un loggione per 200 posti. I palchi presentano intarsi scolpiti a mano, realizzati da Raffaele Del Bello e Gennaro Gerardini, dipinti da Pietro Giovannetti, dorati da Giuseppe Manaresi. La volta è affrescata da Giustino Di Giacomo, presenta un cielo turchino illuminato, con la musa Euterpe, simbolo della melodia, in trionfo sul cocchio di cavalli alati, circondata da festanti con vari strumenti musicali. Sul telone del palcoscenico invece è ritratto l'imperatore romano Adriano, che ebbe i natali ad Hatria, l'antica Atri.